# سولار ۱
سولار ۱  (به انگلیسی: Solar 1) تنها ساختمان اداری نیویورک است که از انرژی خورشیدی غیرباربر استفاده می‌کند. این ساختمان تأسیسات آموزشی برای سولار ۱ را در خود جای داده، که یک سازمان غیرانتفاعی است و با انرژی سبز (طبیعی)، هنر، و آموزش ارتباط دارد. ساختمان سولار ۱ در انتهای شمالی پارک استوی‌وسنت کوو واقع شده که تنها پارک شهر دارای گیاهان تمام-بومی است و سولار ۱ به‌طور فعال از آن نگهداری می‌کند. این پارک، که در سایتی تجاری قرارگرفته، فرصت‌هایی را برای اجتماع بومی فراهم می‌کند تا در پارک سرگرم شوند و درباره ویژگی‌های خاص آن بیاموزند. این پارک توسط فدراسیون حیات وحش ملی برای فراهم کردن یک زیستگاه باکیفیت با توجه به استانداردهای طراحی دقیق، محوطه سازی، و باغ آرایی، زیست گاه حیات وحش اعلام شده‌است. بیش از ۲۵۰ داوطلب و ۸۰ دانشجوی کارآموز بیش از ۵۰۰۰ ساعت برای کار در پارک، طراحی، آبیاری، و بذرپاشی هزاران گیاه جدید که در طول سالیان به آن اضافه شده، وقت صرف کرده‌اند.
سولار ۱ الگویی برای سولار ۲ است، که به عنوان اولین ساختمان در شهر نیویورک برای تولید نیروی اضافه بر مصرف، طراحی شد، از این رو، نیروی بیشتری را وارد شبکه می‌کند تا اینکه خارج سازد. این ساختمان یک بنای تاریخی و مدلی برای ساختمان‌های آینده نیویورک خواهد بود.

## تاریخچه
در سال ۲۰۰۱، مرکز انجمن زیست‌محیطی (CEC)، یک سازمان غیرانتفاعی، توسط شرکت توسعه اقتصادی شهر نیویورک (EDC) برای توسعه و مدیریت مرکز آموزش زیست‌محیطی در پارک کوو استوی وسنت تازه ساخته شده، طراحی شد. این پارک واقع در امتداد رودخانه شرقی بین خیابان‌های ۱۸ ام و ۲۳ ام منهتن در یک سایت تجاری، در ژانویه ۲۰۰۲ برای عموم افتتاح گردید. CEC تحت یک امتیاز ۴۰ ساله با EDC، مسوولیت طراحی و ساخت سولار ۲، برنامه‌ریزی آموزشی، و نگهداری پارک را بدست آورد.
در مارس ۲۰۰۳، CEC سولار ۱ را بازگشایی نمود، یک ساختمان دارای نیروی خورشیدی، که در آن ساکنان و دانشجویان شهر و منطقه بزرگتر مترو، ابتدا اصولی را درباره حفظ انرژی در محله‌های شهری خود می آموزند. مرکز آموزش و هنرهای انرژی سبز سولار ۲ یک ساختمان پلاتینی جدید به مساحت ۸۰۰۰ فوت مربع (740 m2) تحت گواهی "شبکه-صفر" LEED است که در آینده جایگزین سولار ۱ خواهد شد و در نوع خود تنها ساختمان شهر نیویورک خواهد بود.

## آموزش
سولار ۱ مقدمات آموزشی را برای کودکان در پنج بخش از شهر نیویورک از طریق برنامه‌های اردوی تابستانی و فوق برنامه فراهم می نماید. این مقدمات آموزشی بر طراحی و انرژی، آموزش ساکنان شهر زیست‌محیطی آینده، تأکید دارد. موضوع برنامه‌ها برای کلاس‌های یک ساعت و نیمه، شامل انرژی تجدیدپذیر، طراحی بادوام و اکولوژی پارک و دهانه رودخانه می‌شود. علاوه بر این، سولار ۱ مقدمه آموزش طولانی مدت تری به نام آزمایشگاه طراحی سبز را ارائه می‌دهد. این آزمایشگاه دوره آموزشی یک ساله‌ای است برای نحوه فضاسازی مدرسه. این برنامه فرصت‌های آموزشی فعالی را که موجب دوام و ثبات در زندگی با استفاده از ساخت مدرسه به عنوان ابزار تدریس می‌شود، فراهم می‌آورد. این آزمایشگاه شامل ۵ واحد می‌باشد: انرژی، آب، کیفیت هوا، مصالح، و غذا.

### برنامه اتصالات انرژی
اتصالات انرژی سولار 1 (S1EC) ساکنان، مشاغل، و سازمان‌های جامعه نهاد شهر نیویورک را به بهره وری انرژی و منابع انرژی تجدید پذیر از طریق آموزش، توسعه و شراکت‌های پروژه‌ای پیوند می‌دهد. این رسالت، همه مردمان شهر نیویورک را به بخشی از تلاش‌های جاه طلبانه ما برای مبارزه با تغییر اقلیمی و توسعه اقتصاد پاک و سبز تبدیل می سازد.

### برنامه مشاغل سبز
به مدت چند سال، برنامه‌هایی را با محتویات آموزش شغلی انجام داد. درابتدا از سال ۲۰۰۹، آن‌ها بر ایجاد برنامه‌ای که تنها بر آموزش افراد برای مشاغل پدید آمده از اقتصاد سبز تمرکز داشته باشد را آغاز کردند. امروزه، سولار ۱ برنامه فشرده‌ای را با بیش از دوازده شرکای آژانس نیروی کار که موارد زیر را پوشش می دهند، پیش می برد: نصب (PV) خورشیدی، انرژی مقرون بصرفه، و ضد هوازدگی، درودگری، و لوله کشی و غیره. نهادهای نیروی کار که برنامه‌های آموزش سبز را ارائه می دهند شامل: استرایو، بنیاد شغلی، استخدام غیر سنتی زنان، نیروی شهر سبز، و خانه کووننت نیویورک، می‌شوند،

### هنرهای سبز
برنامه‌ریزی هنرهای سبز سولار۱ رویکرد جدیدی را برای آموزش درباره انرژی سبز و حفظ آن ابداع می‌کند. جشنواره هنرهای انرژی سبز مجموعه‌ای از رویدادهای سالیانه است که مخاطبان گوناگونی را جذب می‌کند که ممکن است به صورتی دیگر در یک رویداد "سبز" حضور نداشته باشند. هر ساله در بهار، تابستان و پاییز، سولار ۱ انواع برنامه‌ها و رویدادهای عمومی و رایگان مانند رقص و مجموعه‌های سینمایی از نیروی خورشیدی، جشنواره از خورشید تا ستاره، روزهای خانواده، و اجراهای موزیکال و برنامه‌های دیگری را ارائه می‌دهد.

## سولار ۲
در سال ۲۰۱۲، سولار ۱ در امید رسیدن به سولار ۲، مرکز هنرها و آموزشی نیروی سبز ۱۰۰٪ در ۸۰۰۰ فوت مربع می‌باشد که قرار است به نخستین تأسیسات آموزشی پلاتینی LEED شهر نیویورک تبدیل شود. سولار۲ توسط شرکت معماری سبز معروف کیس و کچ کارت، طراحی شد و شرکت اراپ مهندسی آن را به عهده گرفت.

## انتشار داده‌ها
کاهش‌های انتشار کربن بدست آمده از سولار ۱ برای ساختمان سولار ۱:
- کاربرد ماهانه (kWh): 400
- صرفه جویی سالانه (kWh تغییر موضع از شبکه): 3600
- انتشارهای دی اکسید کربن ذخیره شده سالانه (lbs.): 254/3